# Christian Klees
Christian Klees (ur. 24 czerwca 1968 w Eutin) – niemiecki strzelec, mistrz olimpijski z Atlanty 1996, trener, urzędnik.

## Kariera
Christian Klees karierę sportową rozpoczął w 1987 roku. W 1993 roku został mistrzem Niemiec w konkurencji strzelania z karabinu małokalibrowego w trzech pozycjach. W 1994 roku został mistrzem Niemiec w konkurencji strzelania ze standardowej strzelby, a także zajął 3. miejsce na mistrzostwach świata 1994 we włoskim Mediolanie w konkurencji strzelania z karabinu dowolnego 50m w pozycji leżącej, natomiast w 1995 roku na mistrzostwach Europy w szwedzkim Boden zajął 1. miejsce z konkurencji drużynowej strzelania z karabinu małokalibrowego w trzech pozycjach wraz z Maikiem Eckhardtem oraz Johannem Zähringerem.
25 lipca 1996 roku podczas turnieju olimpijskiego 1996 w Atlancie zdobył złoty medal w konkurencji strzelania z karabinu małokalibrowego 50m w pozycji leżącej z wynikiem 104.8 na 109 możliwych (w kwalifikacjach jako pierwszy zawodnik w historii osiągnął maksymalny wynik – 600, czym ustanowił rekord olimpijski), łącznie osiągając w tej konkurencji 704.8, czym ustanowił rekord świata (pobity przez Białorusina Siarhieja Martynaua podczas turnieju olimpijskiego 2012 w Londynie – 705.5). Startował w konkurencji strzelania z karabinu małokalibrowego 50m w trzech pozycjach (37. miejsce). Za swoje osiągnięcie podczas tego turnieju został odznaczony Srebrnym Liściem Laurowym przez ówczesnego prezydenta Niemiec – Romana Herzoga.
Karierę sportową zakończył w 2001 roku.

## Najważniejsze osiągnięcia

### Igrzyska olimpijskie
Indywidualnie
| 1996 Atlanta | – | złoty medal (karabin małokalibrowy leżąc 50 m), 37. miejsce (karabin małokalibrowy trójpozycyjny 50 m) |

### Mistrzostwa świata
Indywidualnie
| 1994 Mediolan | – | brązowy medal (karabin dowolny leżąc 50 m), 4. miejsce (karabin małokalibrowy leżąc 50 m), 29. miejsce (karabin małokalibrowy trójpozycyjny 50 m) |

### Mistrzostwa Europy
Indywidualnie
| 1993 Brno    | – | 5. miejsce (karabin małokalibrowy leżąc 50 m), 5. miejsce (karabin małokalibrowy trójpozycyjny 50 m)  |
| 1997 Kouvola | – | 4. miejsce (karabin małokalibrowy leżąc 50 m), 21. miejsce (karabin małokalibrowy trójpozycyjny 50 m) |

Drużynowe
| 1995 Boden | – | złoty medal (karabin małokalibrowy trójpozycyjny) |

## Puchar Świata
| Puchar Świata | Puchar Świata     | Karabin małokalibrowy leżąc 50 m | Karabin małokalibrowy trójpozycyjny 50 m | Karabin pneumatyczny 10 m |
| ------------- | ----------------- | -------------------------------- | ---------------------------------------- | ------------------------- |
| 1991          | Los Angeles       |                                  | –                                        | –                         |
| 1992          | Suhl              | 8. miejsce                       | –                                        | –                         |
| 1993          | Mediolan          |                                  | 4. miejsce                               | –                         |
| 1994          | Fort Benning      | 45. miejsce                      | 7. miejsce                               | 35. miejsce               |
| 1994          | Hawana            | 23. miejsce                      | 23. miejsce                              | –                         |
| 1994          | Barcelona         | 21. miejsce                      | 19. miejsce                              | –                         |
| 1994          | Monachium (Finał) | 7. miejsce                       | –                                        | –                         |
| 1995          | Hiroszima         | 15. miejsce                      | 4. miejsce                               | –                         |
| 1995          | Seul              | 5. miejsce                       | 11. miejsce                              | –                         |
| 1995          | Monachium         | 10. miejsce                      | 37. miejsce                              | –                         |
| 1996          | Atlanta           | 12. miejsce                      | 15. miejsce                              | –                         |
| 1996          | Mediolan          | 5. miejsce                       | 17. miejsce                              | –                         |
| 1996          | Näfels (Finał)    | 9. miejsce                       | –                                        | –                         |
| 1997          | Monachium         | 10. miejsce                      | 5. miejsce                               | –                         |
| 1997          | Lugano (Finał)    |                                  | –                                        | –                         |
| 1998          | Atlanta           |                                  | 4. miejsce                               | –                         |
| 1998          | Mediolan          |                                  |                                          | –                         |
| 1998          | Buenos Aires      | 14. miejsce                      |                                          | –                         |
| 1998          | Zurych (Finał)    | 11. miejsce                      | 9. miejsce                               | –                         |
| 1999          | Seul              | 8. miejsce                       | –                                        | –                         |
| 1999          | Mediolan          | 31. miejsce                      | 9. miejsce                               | –                         |
| 2000          | Sydney            | 41. miejsce                      | –                                        | –                         |
| 2001          | Atlanta           | 32. miejsce                      |                                          | 20. miejsce               |
| 2001          | Monachium         | –                                | 34. miejsce                              | –                         |
| 2001          | Monachium (Finał) | –                                | 7. miejsce                               | –                         |

## Po zakończeniu kariery
Christian Klees po zakończeniu kariery sportowej, do 2011 roku pracował jako trener i zastępca skarbnika w Eutiner Sportschützen.

## Upamiętnienie
Imieniem Christiana Kleesa nazwano młodzieżowe centrum rekreacyjno-edukacyjne w Scharbeutz w powiecie Ostholstein – „Christian-Klees-Halle”.